# Edward Wójcikiewicz
Edward Jan Wójcikiewicz vel Wojcikiewicz (ur. 1 sierpnia 1888 w Łużnej, zm. 17 sierpnia 1958) – porucznik artylerii Wojska Polskiego, kawaler Orderu Virtuti Militari.

## Życiorys
Urodził się 1 sierpnia 1888 we wsi Łużna, w ówczesnym powiecie gorlickim Królestwa Galicji i Lodomerii, w rodzinie Tomasza i Wilhelminy z Drezińskich. Uczęszczał do szkoły powszechnej w Gorlicach, a następnie do gimnazjum w Tarnowie oraz c. k. Seminarium Nauczycielskiego Męskiego w Starym Sączu. W roku szkolnym 1910/1911 pracował jako nauczyciel w domu p. Tureckiego w Werchobużu, a później odbywał praktykę rolniczą u p. Brykczyńskiego (zarząd dóbr w Winiatyńcach, poczta Lelejów).
W czasie wojny z bolszewikami walczył w szeregach I dywizjonu 11 Pułku Artylerii Ciężkiej. 1 czerwca 1921, w stopniu porucznika, pełnił służbę w Centralnej Szkole Pirotechnicznej, a jego oddziałem macierzystym był 11 Dywizjon Artylerii Ciężkiej. 8 stycznia 1924 został zatwierdzony w stopniu porucznika ze starszeństwem z 1 czerwca 1919 i 1048. lokatą w korpusie oficerów rezerwy artylerii. W 1922 posiadał przydział w rezerwie do 10 Pułku Artylerii Ciężkiej w Przemyślu, a od następnego roku do 2 Pułku Artylerii Ciężkiej w Chełmie.
Jako osadnik wojskowy otrzymał działkę w Prozorokach, gdzie pracował jako nauczyciel. W 1932 był referentem kulturalno-oświatowym oddziału Związku Strzeleckiego w Prozorokach. W 1934, jako oficer pospolitego ruszenia pozostawał w ewidencji Powiatowej Komendy Uzupełnień Postawy. Posiadał przydział do Oficerskiej Kadry Okręgowej Nr III. Był wówczas „przewidziany do użycia w czasie wojny”. 11 listopada 1936 uczestniczył w obchodach Święta Niepodległości jako przedstawiciel żołnierzy rezerwy i osadników. 24 lutego 1940 z rodziną został zesłany do miejscowości Kriesty w rejonie wierchnietojemskim obwodu archangielskiego, a następnie przeniesiony do Astrachania w obwodzie stalingradzkim. 7 września 1941 został zwolniony na mocy amnestii. Zmarł 17 sierpnia 1958. Został pochowany na cmentarzu Gunnersbury w Londynie.
Był żonaty, miał dwóch synów: Beniamina Leonarda (ur. 4 lutego 1924) i Ewarysta Albin (ur. 10 września 1926).

## Ordery i odznaczenia
- Krzyż Srebrny Orderu Wojskowego Virtuti Militari nr 4994[19][20][21]
- Krzyż Walecznych[22]
- Medal Pamiątkowy za Wojnę 1918–1921
- Medal Dziesięciolecia Odzyskanej Niepodległości

2 kwietnia 1936 Komitet Krzyża i Medalu Niepodległości odrzucił wniosek o nadanie mu tego odznaczenia „z powodu braku pracy niepodległościowej”.